# Metopius contractus
Metopius contractus är en stekelart som beskrevs av Clement 1930. Metopius contractus ingår i släktet Metopius och familjen brokparasitsteklar. Inga underarter finns listade i Catalogue of Life.